# Krótki film o zabijaniu
Krótki film o zabijaniu (traducció literal: «Un breu film sobre l'assassinat») és una pel·lícula polonesa del 1988 dirigida per Krzysztof Kieślowski. De fet, es tracta d'una adaptació cinematogràfica de la cinquena part de la sèrie televisiva Decàleg, del mateix Kieślowski i formada de deu capítols que refereixen als Deu manaments catòlics de la Bíblia. En concret, Krótki film o zabijaniu fa referència al cinquè manament, motiu pel qual la pel·lícula ha estat sovint traduïda amb el títol No mataràs. El guió de la sèrie va ser escrit pel mateix Krzysztof Kieślowski i el seu habitual col·laborador Krzysztof Piesiewicz.

## Argument
Inicialment la pel·lícula ens introdueix de manera separada tres ciutadans diferents: un taxista, un advocat recent format i un jove perdut que vagabundeja sense cap fita. Els tres personatges es mouen en un tètric i sinistre ambient, entre el paisatge de formigó i el nucli antic de Varsòvia. El taxista es mostra antipàtic i bel·ligerant amb el seu entorn; el rebel jove es comporta fins i tot pitjor, tot llançant una pedra contra un cotxe des d'un pont, fet que provoca un accident; i per acabar, l'advocat, que se'ns presenta com el personatge més assenyat i sociable dels tres.
La vida dels tres protagonistes es creua a mesura que avança la història: al mateix cafè on l'advocat celebra l'èxit del seu examen final s'hi troba el rebel jove, que abandona el local amb un cordill a les mans i puja al cotxe del misantròpic taxista. El jove díscol li ordena de conduir-lo a un deixat suburbi.
Al final del trajecte el rebel jove decideix matar el taxista, fet que amb moltes penes i treballs finalment aconsegueix gràcies al seu cordill. La macabre i escabrosa escena de l'injustificat assassinat és extremadament detallada i sobretot llarga, ja que el taxista ofereix molta resistència abans de morir finalment escanyat. El jove assassí pren el taxi i retorna a la ciutat però el cotxe és identificat.
La història del film continua aleshores amb la fase final del judici contra el jove assassí, que pel seu crim és condemnat a morir a la forca. Reapareix aleshores l'advocat del principi, que es qüestiona el sentit de la pena de mort però que és incapaç de salvar el seu client. Ambdós parlen llargament i el jove condemnat, que per primer cop a la pel·lícula ha perdut el seu caràcter permanentment ferm i fred, expressa ara els seus sentiments i dubtes, tot mostrant-se feble i poruc.
Comencen les preparacions per l'execució del jove: la inspecció de la minúscula sala, el control de tots els mecanismes i la forca, la supervisió de la trapa, etc. Seguidament té lloc l'execució del condemnat, que igual que el taxista, perdrà la vida d'una manera anguniosa, violent, indigna i contra la seva voluntat.